# Chicken Licken

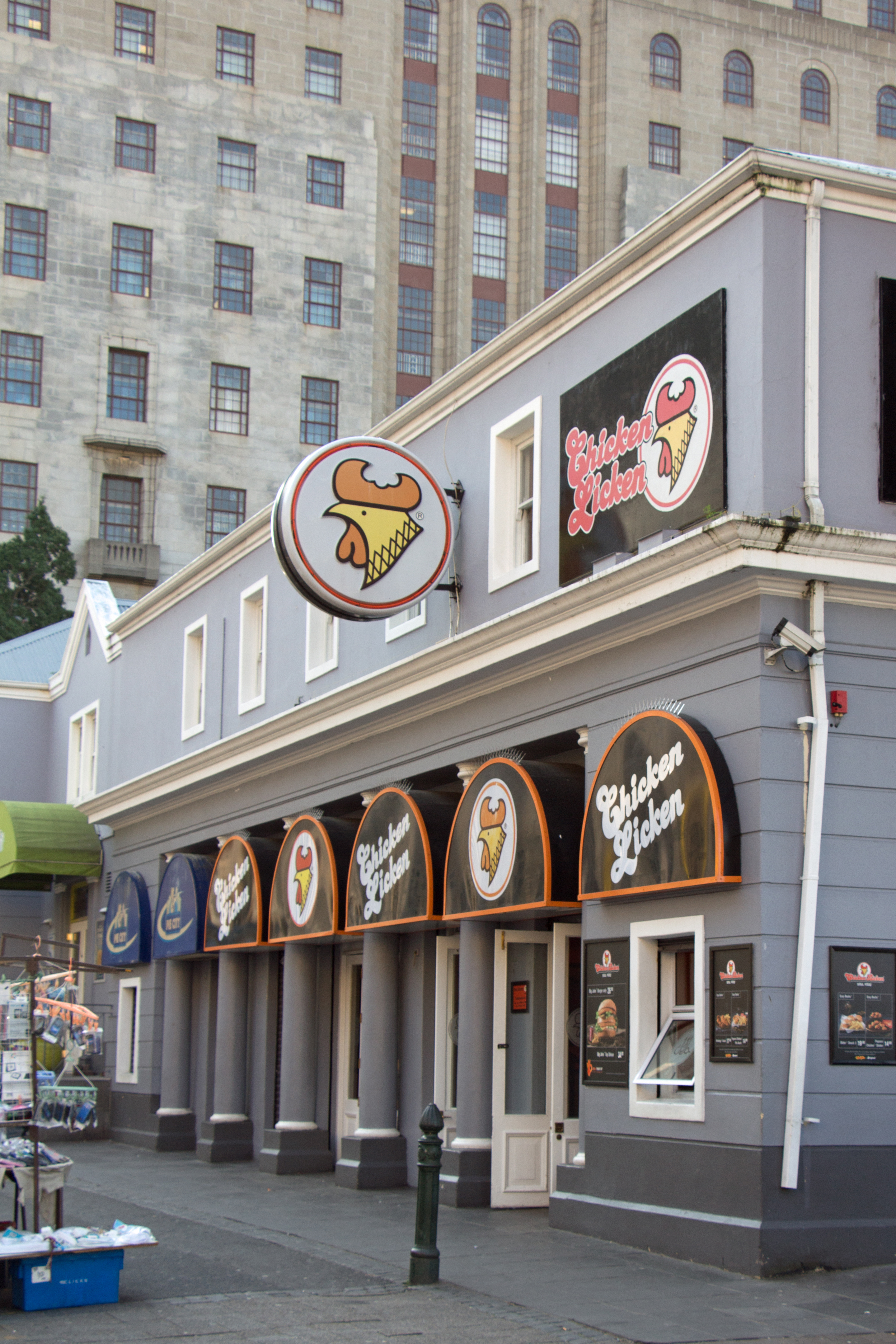
Chicken Licken в центре на площади Гранд-Парад, Кейптаун

Chicken Licken — южноафриканская сеть ресторанов быстрого питания. По состоянию на 2010 год этой сети принадлежало 80% ресторанов быстрого питания в Южной Африке, что составляло конкуренцию McDonald’s. Согласно исследованию, опубликованному Henny Penny Corporation в 2011 году, Chicken Licken является крупнейшей в мире сетью ресторанов, не принадлежащих американцам, основным блюдом которой является жареный цыплёнок.
Компания Chicken Licken была основана в Южной Африке Джорджем Сомбоносом, сыном ресторатора-иммигранта из Греции. Сомбонос изучил ресторанный бизнес в 1970-х годах в Dairy Den, ресторане своего отца в Риджуэе, пригороде южной части города Йоханнесбурга. KFC вышла на рынок Южной Африки в 1971 году. Сомбонос купил секретный рецепт жареной курицы Chicken Licken у владельца ресторана быстрого питания в Уэйко, штат Техас, во время путешествия по Соединенным Штатам в 1972 году. Он заплатил 1000 долларов за рецепт и представил его в Dairy Den. В 1975 году он начал обслуживать чернокожих клиентов, сидящих в машинах, поскольку этим клиентам не разрешалось входить в рестораны из-за действовавших в то время законов об апартеиде. В 1976 году он представил концепцию сквозного проезда для Dairy Den, увидев её в ресторанах сети быстрого питания Wendy’s в США.